# Elena Ducas
Elena Angelina Comnena Ducaina (1242 – Nuceria Christianorum, prima dell'11 marzo 1271) è stata una principessa bizantina, regina consorte di Sicilia come moglie di Manfredi di Sicilia.

## Biografia
Figlia del despota d'Epiro Michele II e di Teodora Petralife, era sorella di Niceforo I Ducas (che succedette al padre come re dell'Epiro) e sorellastra (tramite padre) di Giovanni I Ducas, principe di Tessaglia. Il nonno paterno era Michele I d'Epiro, figlio illegittimo del sebastocratore Giovanni Ducas, che era il figlio maggiore di Costantino, il settimo figlio del imperatore bizantino Alessio I Comneno e di Irene Ducaena.
Il 2 giugno 1259 a diciassette anni Elena sposava, nel castello di Trani, Manfredi di Sicilia,rimasto vedovo di Beatrice di Savoia, in virtù di una serie di accordi diplomatici del padre Michele II. 
Il suo matrimonio era destinato a mantenere la pace tra Epiro e la Sicilia, poiché sia Michele II che Manfredi avevano preoccupazioni più impellenti altrove. Nella sua dote erano inclusi tutti i diritti della città di Durazzo (già conquistata nel 1257) con i suoi dintorni, l'isola di Corfù, Valona, Berati e altre città dell'Albania. Con Manfredi non si trattò solo di un'unione dinastica ma di un'alleanza tra i due regni: infatti Manfredi inviò tremila fanti in aiuto del suocero contro l'Imperatore di Nicea, per la conquista di Costantinopoli. Le nozze furono celebrate a Trani con tale sfarzo e tale solennità da colpire la fantasia dell'anonimo autore di una cronaca locale; racconta infatti il cronista: "ze foro grandi feste et suoni, et la sera foro facti tanti alluminere, et tanti fanò in tutti li cantuni de la nostra terra, che paria che fosse die" 

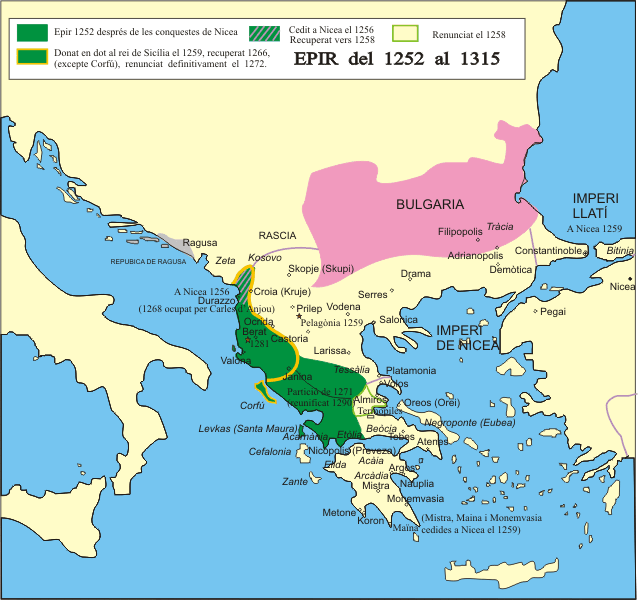
I territori portati in dote da Elena Ducas

Dopo un matrimonio che produsse diversi figli, il marito Manfredi venne sconfitto ed ucciso dagli Angioini durante la Battaglia di Benevento, del 1266. Appresa la notizia della disfatta, Elena, che si era rifugiata a Lucera insieme con i figli, si recò scortata da alcuni fedeli a Trani, da dove sperava di poter più facilmente raggiungere l'Epiro. Una violenta tempesta precluse però alla regina la via della salvezza: complice il castellano della città, venne catturata dalle truppe angioine nel frattempo sopraggiunte. Il 6 marzo, scrive l'Anonimo di Trani, "la pigliaro cu li soi quattro figli et tutto lo tesoru che avia, et de noctu se li portaru, ne si seppe dove".
Venne condotta a Lagopesole, per incontrare Carlo I d'Angiò. Dopo l'incontro, il Re di Napoli, tra luglio ed agosto 1266, ne dispose l'isolamento nel castello del Parco di Nuceria Christianorum, oggi Nocera Inferiore, dove morì in carcere. Anche i suoi figli, tranne la maggiore Beatrice, passarono il resto della loro vita in prigionia degli Angioini.

## Discendenza
Diede al marito una figlia e tre figli: 
- Beatrice (1260 - 1307). Inizialmente imprigionata insieme alla madre e ai fratelli, fu poi liberata e data in moglie a Manfredo IV di Saluzzo.
- Federico (1261 - 1312). Nel 1266 venne catturato e imprigionato da Carlo II d'Angiò, prima a Castel del Monte e poi, dal 1299, a Castel dell'Ovo. Le condizioni di prigionia erano miserevoli: con la madre e i fratelli era tenuto al buio, incatenato e a malapena nutrito. Riuscì a fuggire e a rifugiarsi in Germania. In seguito peregrinò per le corti europee fino a morire in Egitto.
- Enrico (30 aprile 1262 - 31 ottobre 1318). Nel 1266 venne catturato e imprigionato da Carlo II d'Angiò, prima a Castel del Monte e poi, dal 1299, a Castel dell'Ovo, dove morì "affamato, pazzo e cieco". Con la sua morte, si estinse la linea maschile degli Hohenstaufen.
- Enzo (o Azzolino) (1265 - 1301). Nel 1266 venne catturato e imprigionato da Carlo II d'Angiò, prima a Castel del Monte e poi, dal 1299, a Castel dell'Ovo, dove morì.

## Ascendenza
|                    |   |                 | Genitori |  |  | Nonni |  |  | Bisnonni       |  |  | Trisnonni         |  |
|                    |   |                 |          |  |  |       |  |  | Giovanni Ducas |  |  | Costantino Angelo |  |
|                    |   |                 |          |  |  |       |  |  | Giovanni Ducas |  |  | Costantino Angelo |  |
|                    |   | Teodora Comnena |          |  |  |       |  |  | Giovanni Ducas |  |  |                   |  |
| Michele I d'Epiro  |   |                 |          |  |  |       |  |  | Giovanni Ducas |  |  |                   |  |
|                    |   | …               | …        |  |  |       |  |  |                |  |  |                   |  |
|                    |   | …               | …        |  |  |       |  |  |                |  |  |                   |  |
|                    |   | …               | …        |  |  |       |  |  |                |  |  |                   |  |
| Michele II d'Epiro |   | …               |          |  |  |       |  |  |                |  |  |                   |  |
|                    |   | …               | …        |  |  |       |  |  |                |  |  |                   |  |
|                    |   | …               | …        |  |  |       |  |  |                |  |  |                   |  |
|                    |   | …               | …        |  |  |       |  |  |                |  |  |                   |  |
| Melissena          |   | …               |          |  |  |       |  |  |                |  |  |                   |  |
|                    |   | …               | …        |  |  |       |  |  |                |  |  |                   |  |
|                    |   | …               | …        |  |  |       |  |  |                |  |  |                   |  |
|                    |   | …               | …        |  |  |       |  |  |                |  |  |                   |  |
| Elena Ducas        |   | …               |          |  |  |       |  |  |                |  |  |                   |  |
|                    | … | …               |          |  |  |       |  |  |                |  |  |                   |  |
|                    | … | …               |          |  |  |       |  |  |                |  |  |                   |  |
|                    | … | …               |          |  |  |       |  |  |                |  |  |                   |  |
| Giovanni Petralife | … |                 |          |  |  |       |  |  |                |  |  |                   |  |
|                    |   | …               | …        |  |  |       |  |  |                |  |  |                   |  |
|                    |   | …               | …        |  |  |       |  |  |                |  |  |                   |  |
|                    |   | …               | …        |  |  |       |  |  |                |  |  |                   |  |
| Teodora di Arta    |   | …               |          |  |  |       |  |  |                |  |  |                   |  |
|                    |   | …               | …        |  |  |       |  |  |                |  |  |                   |  |
|                    |   | …               | …        |  |  |       |  |  |                |  |  |                   |  |
|                    |   | …               | …        |  |  |       |  |  |                |  |  |                   |  |
| Elena              |   | …               |          |  |  |       |  |  |                |  |  |                   |  |
|                    |   | …               | …        |  |  |       |  |  |                |  |  |                   |  |
|                    |   | …               | …        |  |  |       |  |  |                |  |  |                   |  |
|                    |   | …               | …        |  |  |       |  |  |                |  |  |                   |  |
|                    |   | …               |          |  |  |       |  |  |                |  |  |                   |  |